# وسلی سالمون
وسلی چارلز سالمون (به انگلیسی: Wesley Charles Salmon) (زاده ۹ اوت ۱۹۲۵ - درگذشته ۲۲ آوریل ۲۰۰۱) فیلسوف علم آمریکایی بود که به‌دلیل کار خود در مورد ماهیت توضیح علمی مشهور است. او همچنین روی استنباط بیزی (نظریه تأیید) کار کرد و سعی کرد توضیح دهد که چگونه نظریه احتمال از طریق منطق استقرایی ممکن است به تأیید و انتخاب فرضیه‌ها کمک کند. سالمون در مورد علیت در تبیین علمی یک واقع‌گرا بود، اگرچه توضیح واقع‌گرایانه او از علیت انتقادهای زیادی را برانگیخت. کتاب‌های او در مورد تبیین علمی و به رسمیت شناختن نقش‌های مهم علیت در تبیین علمی، نقطه عطفی از فلسفه علم قرن بیستم بودند.
تحت تأثیر اثبات‌گرایی منطقی، به‌ویژه کار کارل همپل در مورد مدل «قانون پوشش» تبیین علمی، اکثر فیلسوفان تبیین علمی را به‌عنوان بیان قاعده‌مندی‌ها، اما نه شناسایی علل، می‌دانستند. سالمون برای جایگزینی مدل استقرایی-آماری قانون پوشش (مدل IS)، مدل ارتباط آماری (مدل SR) را معرفی کرد و نیاز به حداکثر ویژگی دقیق را برای تکمیل مؤلفه دیگر مدل قانون پوشش، مدل قیاسی- نومولوژیکی (مدل DN) را پیشنهاد کرد. در نهایت، سالمون مدل‌های آماری را در مراحل اولیه، و قوانین را در توضیح علمی ناکافی دانست. سالمون پیشنهاد کرد که روش توضیح علمی در واقع تبیین علی/مکانیکی است.